# Hristo Mladenov (voetballer, 1999)
Hristo Lyubenov Mladenov (Bulgaars : Христо Любенов Младенов) (1 januari 1999) is een Bulgaars voetballer die speelt een voorkeur als een middenvelder. Hij speelt nu bij Septemvri Simitli.

## Carrière
In juni 2016 begon Mladenov met de voorbereiding van het seizoen met het eerste team van Pirin Blagoevgrad. Op 5 maart 2017 maakte hij zijn debuut in een 0-3 uitnederlaag tegen Ludogorets Razgrad.